# Grammatophyllum martae
Grammatophyllum martae är en orkidéart som beskrevs av Eduardo Quisumbing y Argüelles, Valmayor och Danny Tiu. Grammatophyllum martae ingår i släktet Grammatophyllum och familjen orkidéer. Inga underarter finns listade i Catalogue of Life.

## Bildgalleri

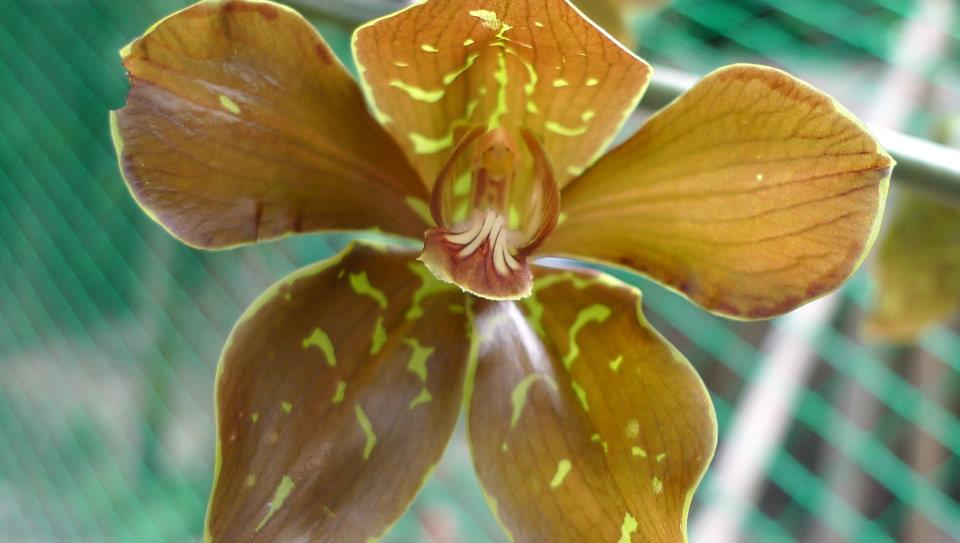
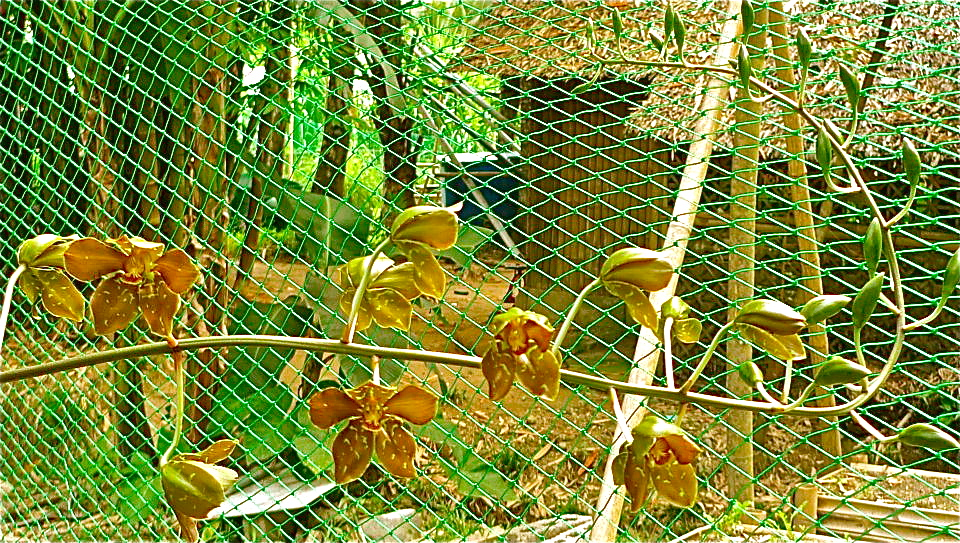